# Pimpirit

A CTH#661-es tábla Bo 449-es töredéke. Az utolsó sorban olvasható: ^{m}pí...

Pimpirit (vagy Pimpira, 𒐕𒁉𒅎𒁉𒊑𒀉 vagy 𒐕𒁉𒅎𒁉𒊏𒀸 hettita mpí-im-pí-ri-it vagy mpí-im-pí-ra(-aš)) hettita herceg a Labarnasztól Hantiliszig terjedő időszakban.
A Pimpira név az újkorban először a CTH#661 számú, Királylista címet viselő dokumentumból vált ismertté. Elsőként Heinrich Otten publikálta 1951-ben. Itt háromszor ismétlődik a neve, de az egyik sor teljesen olvashatatlan, a másodikban csak egy egyes szám vehető ki, a harmadik pedig: „hasonlóképp egy ökör és egy juh” szövegű a név mellett. Ez valószínűleg egy áldozati jegyzék, amit a halott királyoknak és családtagjaiknak mutattak be, a juh és az ökör pedig az áldozat felsorolása. Környezetében Hattusziliszt és kortársait említik általában, például Kadduszit.
Előfordul még a Pimpira töredékben (CTH#24) és Telipinusz proklamációjában (CTH#19). Az elsőben királyi címmel (LUGAL.RI) szerepel, a RI sumer logogram értelmezése ebben a kontextusban nehéz. E cím talán annak a jele, hogy I. Hattuszilisz halála után a kiskorú Murszilisz nevében régensként kormányzott. I. Hattuszilisz politikai végrendelete (CTH#6) azonban nem tér ki erre konkrétan. Mindenesetre a korábbi időkből Hakkarpilisz és Happi hercegek lugal címe is ismert (Calpa-szöveg), így ez bevett címhasználat lehetett, amely eltér az eredeti jelentéstől. A konkrét LUGAL.RI esetleg vazallus uralkodót is jelenthet.
A Pimpirit változat a Palotakrónikában (CTH#8) és a KBo 3,34 katalógusszámú dokumentumban fordul elő. Ezekben a DUMU URUNe-na-aš-ša titulussal szerepel, vagyis Nenassza elöljárója, általában Nenassza hercegeként fordítják. Emellett a szöveg közli, hogy Pimpirit a szugzijaszi herceg, Ammunasz testvére. Nagy valószínűséggel mindketten Papahdilmah vagy PU-Szarruma fiai, bár I. Hattuszilisz is szóba jöhet.
A Pimpira és Pimpirit névalakok vélhetően ugyanazt a személyt takarják.